# Leandro Montera da Silva
Leandro Montera da Silva (født 12. februar 1985) er en brasiliansk fodboldspiller, som spiller for den japanske fodboldklub Tokyo Verdy.